# Charles Baudelaire
Charles Pierre Baudelaire (pronunciación en francés: /ʃaʁl bodlɛʁ/ (escucharⓘ); París, 9 de abril de 1821-París, 31 de agosto de 1867) fue un poeta, ensayista, crítico de arte y traductor francés. Paul Verlaine lo incluyó entre los poetas malditos de Francia del siglo XIX, debido a su vida y cultura bohemia y de excesos, y a la visión del mal que impregna su obra. Barbey d'Aurevilly, periodista y escritor francés, dijo de él que fue «el Dante de una época decadente». Fue el poeta de mayor impacto en el simbolismo francés. Las influencias más importantes sobre él fueron Théophile Gautier, Joseph de Maistre, de quien dijo que le había enseñado a pensar— y, en particular, Edgar Allan Poe, a quien tradujo extensamente. A menudo se le acredita de haber acuñado el término modernidad para designar la experiencia fluctuante y efímera de la vida en la metrópolis urbana y la responsabilidad que tiene el arte de capturar esa experiencia.

## Biografía

### Infancia
Nació en París el 9 de abril de 1821. Su padre, Joseph-François Baudelaire, exseminarista, antiguo preceptor, fue también profesor de dibujo, pintor y funcionario jefe del Despacho de la Cámara de los Pares. Joseph le enseñó las primeras letras. Cuando nació Charles, su padre tenía la edad de sesenta y dos  años, y un hijo, Claude Alphonse, fruto de su primer matrimonio. Su madre, Caroline Dufaÿs, que no llegaba a los treinta años al nacer Baudelaire, era hija de emigrantes franceses a Londres durante la revolución de 1793. Enseñó inglés a su hijo.
Fue criado por la sirvienta de la familia. Se conoce muy poco sobre ella, Mariette, pero se intuye que debió de tener gran peso en la familia. Baudelaire la recuerda en un poema aparecido en Las flores del mal. Durante su infancia, disfrutaba jugando en los Jardines de Luxemburgo, como así lo atestigua una carta amorosa que escribió a su amiga Cécile Desoër con solo ocho años, la primera conservada de su correspondencia.
Joseph-François Baudelaire falleció en 1827, cuando Charles tenía apenas cinco años. Dejó una pequeña herencia. Su madre cambió de residencia y, a los veinte meses, Caroline se casó con Jacques Aupick, un vecino suyo de cuarenta años que llegó a ser general comandante de la plaza fuerte de París. Es probable que fuesen amantes antes de contraer matrimonio. Baudelaire con ello recibió un gran impacto emocional, viviéndolo como un abandono. Nunca llegó a tener buenas relaciones con Aupick, a quien siempre odió.
Tras las jornadas revolucionarias de 1830, Aupick es ascendido a teniente coronel por su participación en la campaña de Argelia. Dos años más tarde es nombrado jefe del Estado Mayor y se traslada con su familia a Lyon; allí permanecerán cuatro años, estudiando Baudelaire en el Collège Royal de Lyon, de cuyo ambiente no guardará buenos recuerdos. El futuro poeta se aburre y escapa de su encierro.
Su madre, impregnándose de la personalidad de Aupick, se va volviendo cada vez más rígida y puritana. En 1836 su marido asciende a general del Estado Mayor. Vuelven a París, donde Baudelaire es internado en el liceo Louis-le-Grand; allí permanecerá durante dos años y medio. En esa época lee a Sainte-Beuve, a Chenier y Musset, a quien más tarde criticará. Consigue el título de Bachiller superior pero, por una falta aún desconocida, es expulsado. Se cree que dicha falta podría estar relacionada con la resistencia del joven a la dura disciplina del colegio.

### Juventud y bohemia

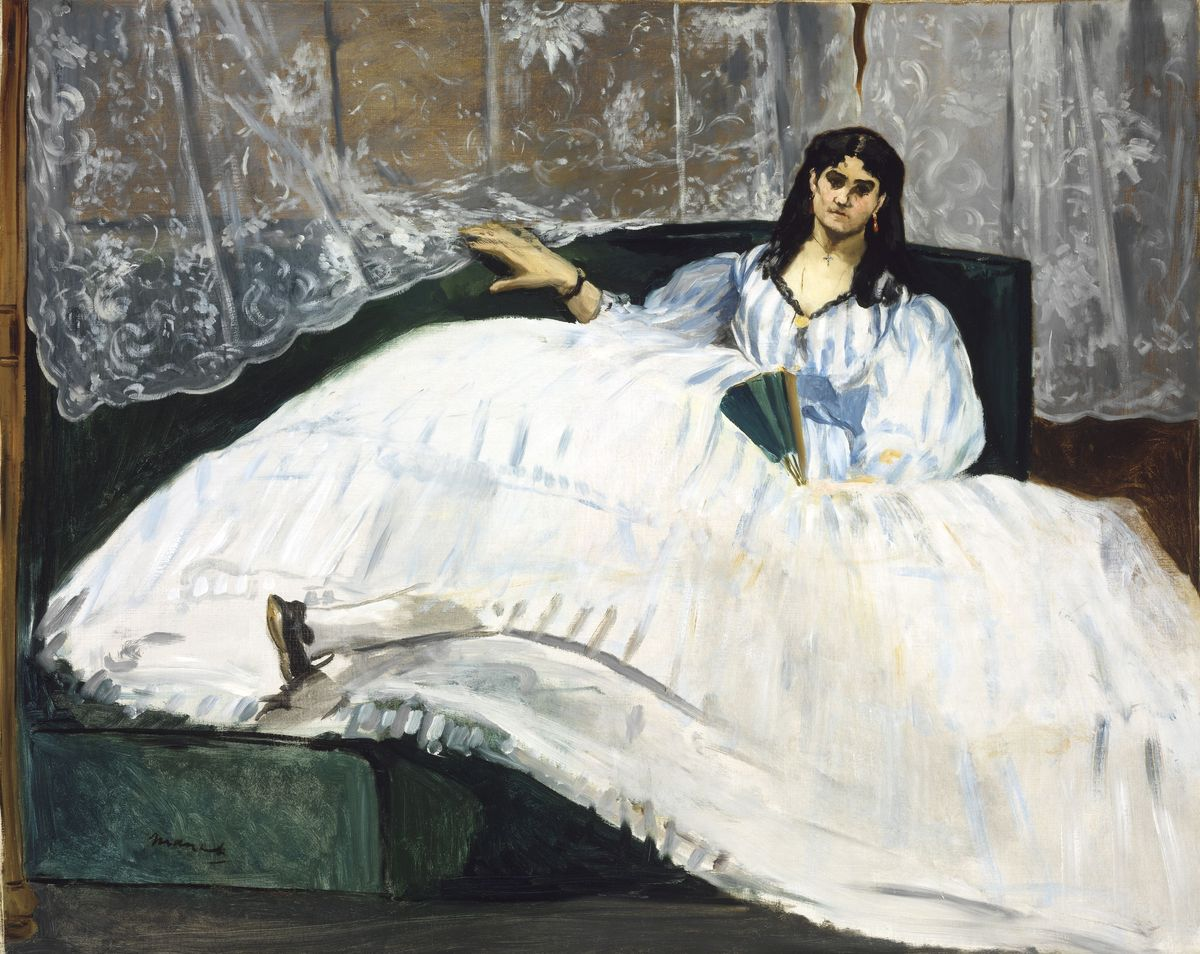
Jeanne Duval, amante de Baudelarie cuando este tenía veintiún años. Es retratada por Édouard Manet.

En 1840 Baudelaire se inscribe en la Facultad de Derecho. Comienza a frecuentar a la juventud literaria del Barrio Latino y conoce a nuevas amistades, como Gustave Levavasseur y Ernest Prarond. También entabla amistad con Gérard de Nerval, con Sainte-Beuve, Théodore de Banville y Balzac. Intima igualmente con Louis Ménard, poeta y químico.
Comienza a llevar una vida despreocupada; los altercados con la familia son constantes debido a su adicción a las drogas y al ambiente bohemio. Frecuenta prostíbulos y mantiene relaciones con Sarah, una prostituta judía del Barrio Latino. Baudelaire la denomina La Louchette (la bizca). Además de torcer la vista, era calva. Dentro de su obra capital, Las flores del mal, Baudelaire se refiere a Sarah en un poema, probablemente escrito en el momento en que dejó de verla asiduamente, reanudando sus relaciones con su otra amante, Jeanne Duval.

Une nuit que j'étais près d'une affreuse Juive, Comme au long d'un cadavre un cadavre étendu, Je me pris à songer près de ce corps vendu à la triste beauté dont mon désir se prive.
Una noche en que estaba con una horrible judía, como un cadáver tendido junto a otro, pensaba, al lado de aquel cuerpo vendido, en esta triste belleza de la cual mi deseo se priva.
Charles Baudelaire

La conducta de Baudelaire, que rechaza entrar en la carrera diplomática, horroriza a su familia. Su padrastro, descontento con la vida libertina que lleva, trata de distanciarlo de los ambientes bohemios de París. En marzo de 1841 un consejo de familia lo envía a Burdeos para que embarque con destino a los Mares del Sur, a bordo de un paquebote. La travesía debía durar dieciocho meses y llevarlo hasta Calcuta, en compañía de comerciantes y oficiales del Ejército. En este periodo escribe uno de sus poemas más célebres «El Albatros». Pero llegando a la isla de Mauricio, Baudelaire decide interrumpir su viaje y regresar a su país.
De regreso a Francia, se instaló de nuevo en la capital, volviendo a sus antiguas costumbres desordenadas.

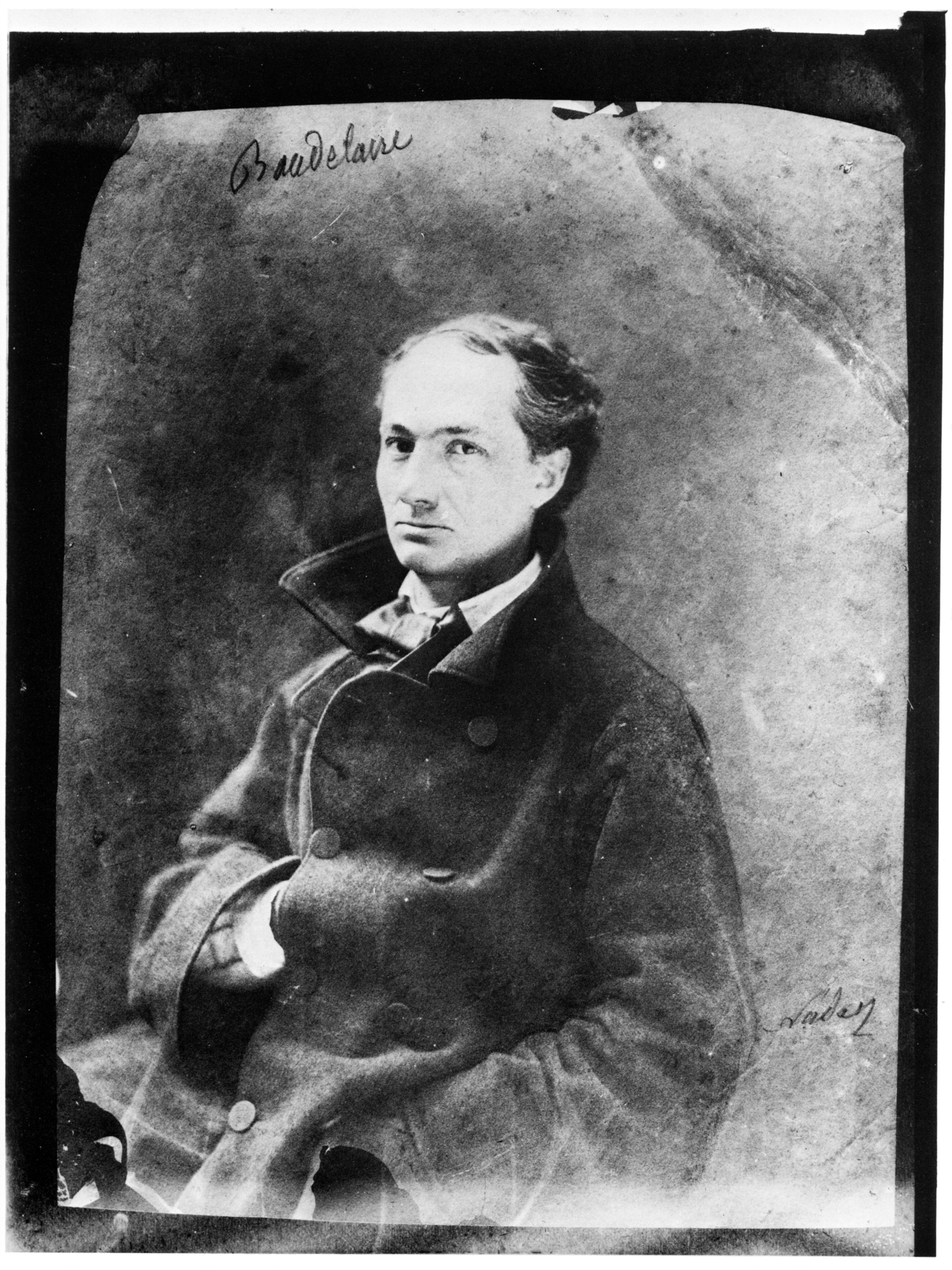
Baudelaire, fotografía de Nadar.

Empezó a frecuentar los círculos literarios y artísticos y escandalizó a todo París por sus relaciones con la joven Jeanne Duval, la hermosa mestiza que le inspiraría algunas de sus más brillantes y controvertidas poesías. Destacó pronto como crítico de arte: El Salón de 1845, su primera obra, llamó ya la atención de sus contemporáneos, mientras que su nuevo Salón, publicado un año después, llevó a la fama a Delacroix (pintor, entonces todavía muy discutido) e impuso la moderna concepción estética de su autor.
Buena muestra de su trabajo como crítico son sus Curiosidades estéticas, recopilación póstuma de sus apreciaciones acerca de los salones, al igual que El arte romántico (1868), obra que reunió todos sus trabajos de crítica literaria. Fue asimismo pionero en el campo de la crítica musical, donde destaca sobre todo la opinión favorable que le mereció la obra de Richard Wagner, que consideraba como la síntesis de un arte nuevo.
En literatura, los autores Hoffmann y Edgar Allan Poe, del que realizó numerosas traducciones (todavía canónicas en francés), alcanzaban, también según el criterio de Baudelaire, esta síntesis vanguardista; la misma que persiguió él asimismo en La Fanfarlo (1847), su única novela, y en sus distintos esbozos de obras teatrales.

### Últimos años

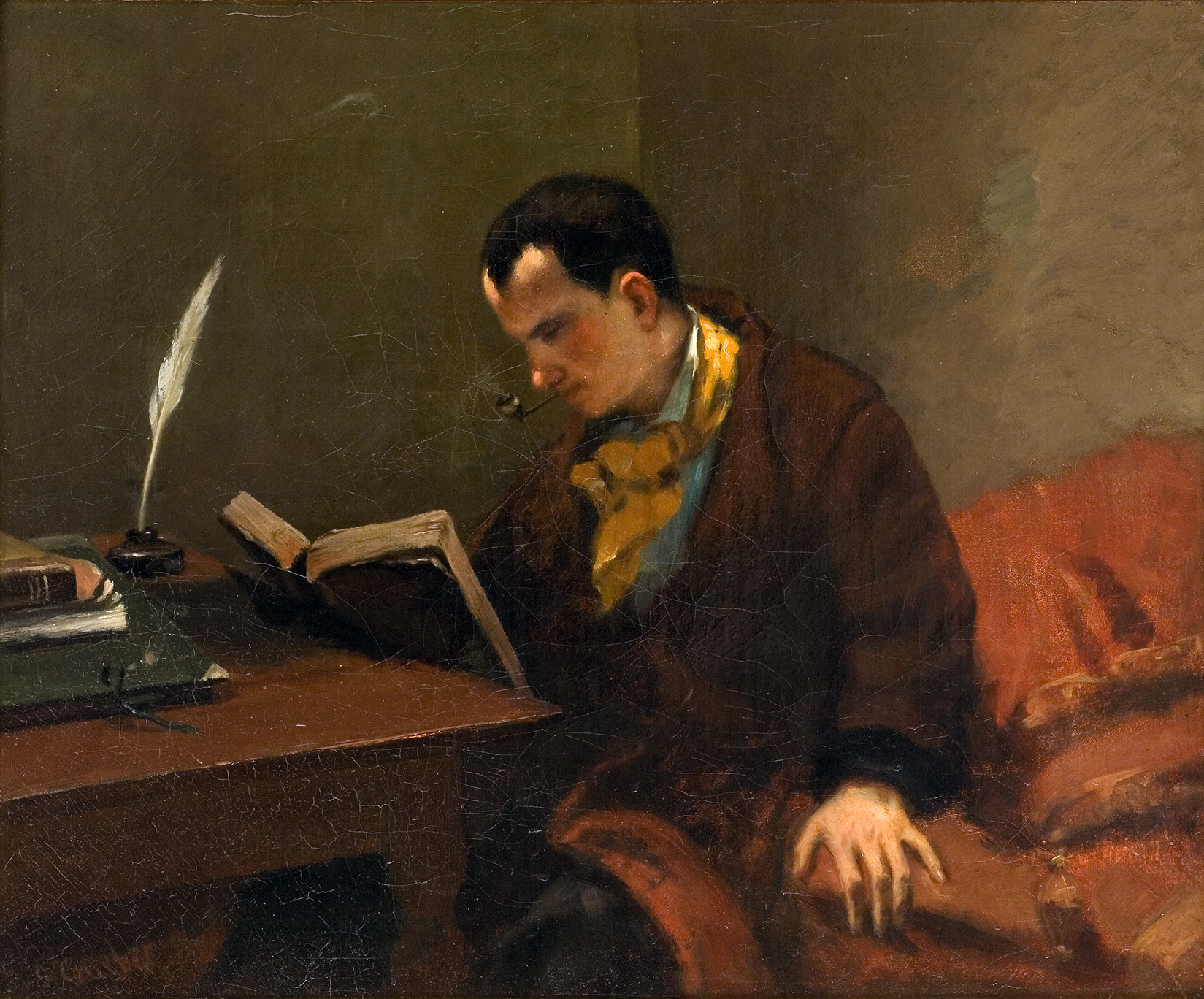
Retrato de Baudelaire, por Gustave Courbet.

Comprometido por su participación en la revolución de 1848, la publicación de Las flores del mal, en 1857, acabó de desatar la violenta polémica gestada en torno a su persona. Los poemas (las flores) fueron considerados «ofensas a la moral pública y las buenas costumbres» y su autor fue procesado. Ante tales acusaciones Baudelaire respondió:

Todos los imbéciles de la burguesía que pronuncian las palabras inmoralidad, moralidad en el arte y demás tonterías me recuerdan a Louise Villedieu, una puta de a cinco francos, que una vez me acompañó al Louvre donde ella nunca había estado y empezó a sonrojarse y a taparse la cara. Tirándome a cada momento de la manga, me preguntaba ante las estatuas y cuadros inmortales cómo podían exhibirse públicamente semejantes indecencias.

Sin embargo, ni la orden de suprimir seis de los poemas del volumen ni la multa de trescientos francos que le fue impuesta impidieron la reedición de la obra, en 1861. En esta nueva versión aparecieron, además, unos treinta y cinco textos inéditos. El mismo año de la publicación de Las flores del mal, e insistiendo en la misma materia, emprendió la creación de los Pequeños poemas en prosa, editados en versión íntegra en 1869 (en 1864, el diario Le Figaro había publicado algunos textos bajo el título de El spleen de París). En esta época también vieron la luz Los paraísos artificiales (1858-1860), en los cuales se percibe una notable influencia del inglés De Quincey; el estudio Richard Wagner et Tannhäuser à Paris, aparecido en la Revue européenne en 1861; y El pintor de la vida moderna, un artículo sobre Constantin Guys, publicado por Le Figaro en 1863.
En 1864 viaja a Bélgica y residirá dos años en Bruselas. Allí intenta ganarse la vida dictando conferencias sobre arte, pero son un fracaso. En la primavera se encuentra con su editor. Solo consigue dar tres conferencias sobre Delacroix, Gautier y Los paraísos artificiales, con escasa asistencia de público. Intenta una edición de su obra completa, pero fracasa; se venga de la falta de aceptación escribiendo un panfleto titulado ¡Pobre Bélgica!
La sífilis que padecía le causó un primer conato de parálisis en (1865), y los síntomas de afasia y hemiplejía, que arrastraría hasta su muerte, aparecieron con violencia en marzo de 1866, cuando sufrió un ataque en la iglesia de Saint Loup de Namur. Trasladado urgentemente por su madre a una clínica de París, permaneció sin habla, pero lúcido, hasta su fallecimiento, en agosto del año siguiente. Fue enterrado en el cementerio de Montparnasse, junto a la tumba de su padrastro. Su epistolario se publicó en 1872; los Journaux intimes (que incluyen Cohetes y Mi corazón al desnudo), en 1909; y la primera edición de sus obras completas, en 1939.
Tras su muerte, Charles Baudelaire sería considerado el padre, o gran profeta, de la poesía moderna. Fue una figura bastante popular en los círculos artísticos de París. Manet incluyó su efigie en su famoso cuadro Música en las Tullerías, y en 1865 grabó dos retratos de él, uno de ellos basado en una fotografía de Nadar.

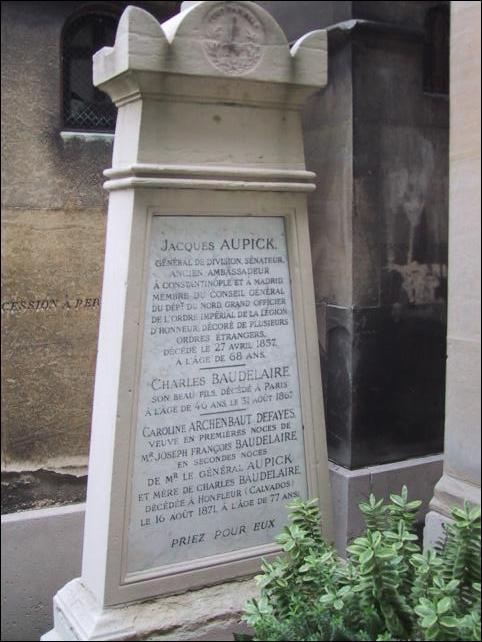
Tumba de Baudelaire en Montparnasse

En noviembre de 1867, pocos meses después de la muerte de Baudelaire, se vende en pública subasta toda su propiedad literaria. Entre los documentos subastados se encuentran las listas de Poèmes à faire: apuntes y bocetos, asociados a El spleen de París. En este conjunto se hallan los títulos de un grupo de creaciones al que Baudelaire denominó Oneirocrities, el arte de explicar los sueños.

## Influencia
Su coetáneo Barbey d'Aurevilly, escritor y crítico literario, que fue uno de los primeros en defender la calidad de su obra, dijo de él que fue el Dante de una época decadente.

Baudelaire fue para algunos la crítica y síntesis del Romanticismo, para otros el precursor del simbolismo, y tal vez haya sido ambas cosas al mismo tiempo. También es considerado el padre espiritual del decadentismo que aspira a épater la bourgeoisie (escandalizar a la burguesía). Los críticos coinciden al señalar que formalmente abrió el camino de la poesía moderna. Su oscilación entre lo sublime y lo diabólico, lo elevado y lo grosero, el ideal y el aburrimiento angustioso (el spleen) se corresponde con un espíritu nuevo, y precursor, en la percepción de la vida urbana. Además, estableció para la poesía una estructura basada en las antedichas Correspondencias o trasvases perceptivos entre los distintos sentidos, idea ésta que desarrolla en el poema de ese título con el que se abre Las flores del mal. Las correspondencias equivalen a audaces imágenes sensoriales representativas de la caótica vida espiritual del hombre moderno.

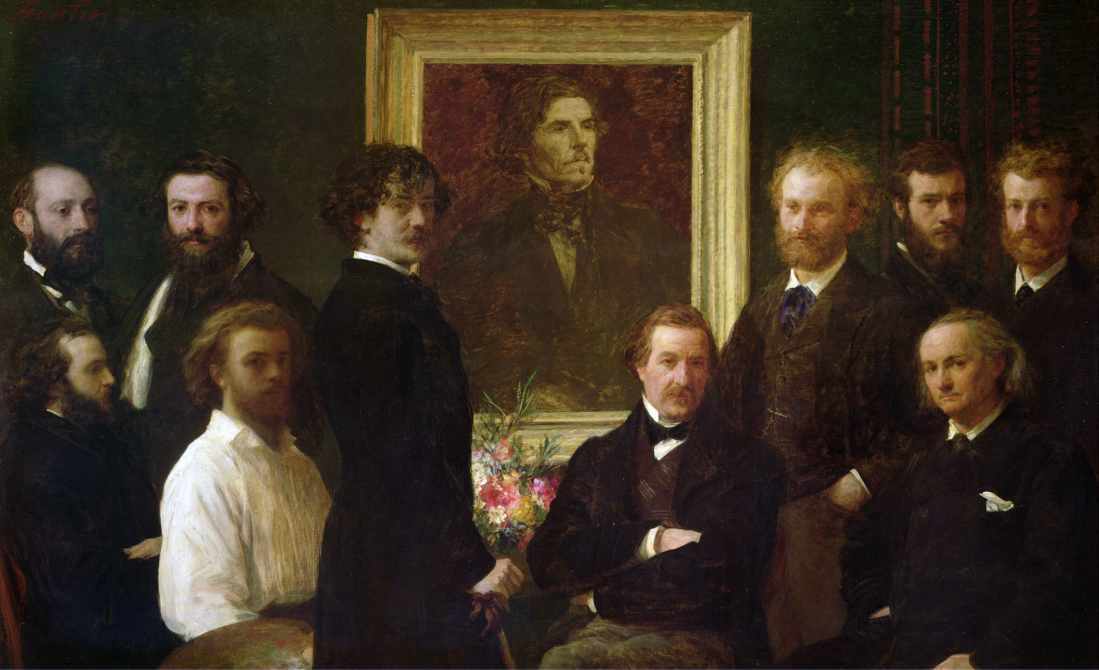
Homenaje a Delacroix, Baudelaire (el último sentado del lado derecho).

El simbolismo de Rimbaud, Verlaine y Mallarmé, avanzando por el camino de una poesía autónoma, que se representará solo a sí misma, es especialmente deudor de esta profunda concepción estética de Baudelaire. El trabajo de amplificación expresiva que realizó con la metáfora contribuyó en todo caso a sugerir el terreno ilimitado en el que podía expandirse el sistema de representación de la poesía. Todo lo cual fue de importancia decisiva para el desarrollo de la poesía en el siglo XX, junto con la experimentación de Arthur Rimbaud, el principal de los poetas "malditos", quizá el mejor heredero de Baudelaire. El propio Rimbaud fue uno de los primeros escritores en exaltar al poeta parisino, tan solo cuatro años después de su muerte, coronaba a Baudelaire como "Rey de los Poetas, verdadero Dios." En el mundo de habla inglesa, Edmund Wilson considera a Baudelaire como el autor que imprime la mayor fuerza sobre el movimiento simbolista, a través de su traducción de Edgar Allan Poe.
Por su parte, Rafael Reig considera en su Manual de Literatura para Caníbales que los escritores modernistas de lengua española, y muy especialmente Rubén Darío, adoptaron plenamente la visión del poeta que Baudelaire planteaba en su famoso poema titulado El albatros, lo que aprovecha para ironizar sobre algunos planteamientos de este movimiento:

Baudelaire tenía razón: un albatros en tierra, con su andar tambaleante y arrastrando las alas, da verdadera risa. Todos los marineros lo sabemos. Llama la atención la diferencia entre la torpeza de sus andares y su majestuosa elegancia en el aire. La envergadura de sus alas es enorme, de más de cuatro metros: sólo con extenderlas a favor de viento pueden levantar el vuelo. Sin embargo, tienen serias dificultades para aterrizar y suelen golpearse las alas. Se alimentan de calamares y de los desperdicios de los barcos. El albatros errante (Diomedea exulans) puede devorar peces de más de medio metro de longitud.

A comienzos de los años 20 varios autores de primer nivel como Marcel Proust, Walter Benjamin y T.S. Eliot retoman el interés por el francés mediante diversos análisis, estudios, ensayos y artículos. En 1930, Eliot elabora su teoría de que Baudelaire que aún no era suficientemente respetado y valorado, incluso en Francia, sostiene que el poeta era "un genio", y añade que su "virtuosismo técnico, que casi nunca se puede subestimar... ha hecho que sus versos sean una fuente inagotable para los poetas futuros estudios, no sólo los de su lengua." Eliot afirmaba que la poesía relevante escrita en inglés durante los veinte años anteriores había sido influida por Baudelaire.
El mismo Eliot se identificaba como parte de la "progenie de Baudelaire". Siendo totalmente dado a la reutilización de versos y fragmentos de otros escritores se da la paradoja de que pocas veces empleó citas literales del poeta francés, aunque ciertamente sí lo utilizó en uno de sus más grandes poemas: La tierra baldía, donde cita hasta en tres ocasiones a Las flores del mal.
También el Surrealismo debe su proyección a su influencia, si bien nunca se manifestó por parte de los poetas identificados con este movimiento una admiración desmedida por Baudelaire, y en algunos casos han expresado un tenue rechazo, la influencia del poeta parisino es indiscutible, como reconoce André Breton en una de sus correspondencias: "Con Le Spleen de París y sus Oneirocrities se inauguró el Surrealismo para luego, décadas después, despertar nuevamente".

## Filosofía
A lo largo de su vida, Baudelaire realizó numerosas pronunciaciones que fueron escandalosas e intencionadamente provocativas en su tiempo. Escribió sobre una amplia amalgama de temas, atrayendo críticas e indignación de muchos sectores.

### Política
Junto con Poe, Baudelaire llamó al reaccionario tradicionalista Joseph de Maistre su 'maître à penser' (mentor de pensamiento), pues aseveraba que le habían ''enseñado a pensar''. Adoptó una postura cada vez más aristocrática, y en sus diarios expresaba:
«No hay forma de gobierno racional y asegurado fuera de una aristocracia. Una monarquía o una república, basadas en la democracia, son igualmente absurdas y débiles. La inmensa náusea de anuncios. No hay sino tres cosas dignas de respeto: el cura, el guerrero y el poeta. Conocer, matar y crear. El resto de la humanidad puede ser tasada y usada como burro de carga, nacieron para lo estable, es decir, para practicar aquello que ellos llaman ''profesiones''.»

### Amor
«Hay un invencible gusto por la prostitución en el corazón del hombre, del cual procede su miedo a la soledad. Quiere ser ''dos''. Pero el genio quiere ser ''uno''....Es este temor a la soledad, la necesidad de perderse a uno mismo en la carne externa, lo que el hombre noblemente llama ''la necesidad de amar''.»

### El artista
«Cuanto más cultiva un hombre las artes, menos lascivo y libertino se vuelve...Únicamente el bruto es bueno al copular, y la copulación es el lirismo de las masas. Copular significa entrar en otro — y el artista nunca emerge de sí mismo.»

### Matrimonio
«Incapaz de suprimir el amor, la Iglesia quiso al menos desinfectarlo, y creó el matrimonio.»

### El público
«En vista a esto, amigo, eres como el público, al cual uno no debería jamás ofrecer un delicado perfume. Les exaspera. Dales solo basura cuidadosamente seleccionada.»

### Tiempo
«La voluntad de crear ha de dominar, pues el arte es largo y el tiempo es breve.» (citando a Hipócrates)

«Cada hombre porta dentro de sí mismo su propia dosis de opio natural, incesantemente secretado y renovado, y, desde el nacer hasta el morir, ¿cuántas horas podemos contar que estén llenas de placer, de eficaz y próspera acción?»

## Obras

### Las flores del mal
Las flores del mal es una obra de concepción clásica en su estilo, y oscuramente romántica por su contenido, en la que los poemas se disponen de forma orgánica (aunque esto no es tan evidente en las ediciones realizadas tras la censura y el añadido de nuevos poemas). En ella, Baudelaire expone la teoría de las correspondencias y, sobre todo, la concepción del poeta moderno como un ser maldito, rechazado por la sociedad burguesa, a cuyos valores se opone. El poeta se entrega al vicio (singularmente la prostitución y la droga), pero solo consigue el tedio (spleen, como se decía en la época), al mismo tiempo que anhela la belleza y nuevos espacios ("El viaje"). Es la «conciencia del mal».[cita requerida]
La publicación de Las flores del mal en 1857 le valió una condena por inmoralidad, debido sobre todo a un insidioso artículo aparecido en Le Figaro. La sentencia lo obligó a excluir poemas de la obra, a lo que el autor argumentó que el libro debía ser "juzgado en su conjunto", tal como él lo había concebido: un poema total, que no seguía un orden cronológico sino un orden de finalidades. Con Las flores del mal, Baudelaire dio fin al ciclo del Romanticismo para abrir paso a la Modernidad, no solo por la temática de su obra, sino por el replanteamiento estético que en ella se hace y que consiste en el descubrimiento de la belleza en lo "no bello".

### Otras obras
- Salon de 1845 / El Salón de 1845 (1845)
- Salon de 1846 / El Salón de 1846 (1846)
- La Fanfarlo (1847)
- Du vin et du haschisch (1851)
- Fusées (1851)
- L'Art romantique (1852) con publicación en 1869.
- Morale du joujou (1853)
- Exposition universelle (1855)
- Les Fleurs du mal / Las flores del mal (1857)
- Le Poème du haschich (1858)
- Salon de 1859 / El Salón de 1859 (1859)
- Les Paradis artificiels / Los paraísos artificiales (1860)
- La Chevelure (1861)
- Réflexions sur quelques-uns de mes contemporains (1861)
- Richard Wagner et Tannhäuser à Paris (1861)
- Petits poèmes en prose o Le Spleen de Paris / Pequeños poemas en prosa o Spleen de París (1862)
- Le Peintre de la vie moderne / El Pintor de la vida moderna (1863)
- L'œuvre et la vie d'Eugène Delacroix (1863)
- Mon cœur mis à nu (1864)
- Les Épaves / Los despojos (1866)
- Curiosités esthétiques / Curiosidades estéticas (1868)
- Le Spleen de Paris, 1869
- Journaux intimes (1851-1862)
- Oeuvres Posthumes et Correspondance Générale, 1887–1907
- Fusées, 1897
- Mon Coeur Mis à Nu, 1897
- Oeuvres Complètes, 1922–53 (19 vols.)
- Mirror of Art, 1955
- The Essence of Laughter, 1956
- Curiosités Esthétiques, 1962
- The Painter of Modern Life and Other Essays, 1964
- Baudelaire as a Literary Critic, 1964
- Arts in Paris 1845–1862, 1965
- Selected Writings on Art and Artist, 1972
- Selected Letters of Charles Baudelaire, 1986
- Twenty Prose Poems, 1988
- Critique d'art; Critique musicale, 1992

### En español
- Ramón Gómez de la Serna, El desgarrado Baudelaire, en Efigies, Madrid, 1929, Aguilar, 1960.
- Camille Mauclair, Baudelaire, vida atormentada, Barcelona, 1942.
- César González Ruano, Baudelaire, Madrid, 1931.
- Jaime Gil de Biedma, El pie de la letra, Barcelona, 1980.
- Luis Cernuda, Poesía y literatura, II, Barcelona, 1964.
- François Porché, Baudelaire, historia de un alma, Buenos Aires, 1949.
- Georges Bataille, La literatura y el mal, Madrid, 1959, 1971 (2.ª edición).
- Michel Butor, Sobre literatura, I, Barcelona, 1967.
- Marcel Raymond, De Baudelaire al surrealismo, México, F. C. E., 1960.
- Félix de Azúa, Conocer Baudelaire y su obra, Barcelona, 1978
- Walter Benjamin, Iluminaciones, 2, Madrid, 1972
- Ernesto Feria Jaldón, Baudelaire, su corazón al desnudo. Seguido de comentarios a los Pequeños Poemas en Prosa. Huerga y Fierro editores, 2005. I.S.B.N. 84-8374-547-X
- Mario Campaña, Baudelaire, juego sin triunfos, Barcelona, Debate, 2006.

### En otros idiomas
- Marcel Proust, A Propos de Baudelaire, Nouvelle Revue franqaise, 16 (París, 1 de junio de 1921).
- Walter Benjamin, Baudelaire, Tableaux Parisiens, Heidelberg, 1923.[13]
- T.S. Eliot, 'The Lesson of Baudelaire' artículo en la revista The Tyro, 1921.[14]
- Paul Valéry, Situation de Baudelaire, en Varieté, II, París, 1930 y 1958.
- Philippe Soupault, Baudelaire, París, 1931.
- René Laforgue, L´échec de Baudelaire, París, 1931, Ginebra, 1963.
- Georges Blin, Baudelaire, París, 1939.
- Jean Paul Sartre, Baudelaire, París, 1947.
- Georges Blin, Le sadisme de Baudelaire, París, 1948.
- Jean Pommier, La mystique de Baudelaire, París, 1939
- Charles du Bos, Approximations, París, 1965.
- Gerhardt Goebel, Poésie et littérature chez Baudelaire et Mallarmé, analyse du chagement de concept, en Romantisme, 39, 1983.
- Rincé Dominique, Baudelaire et la modernité poétique, París, 1984.